# マニフィカト (バッハ)
《マニフィカト》ニ長調 BWV 243（Magnificat in D-dur）は、ヨハン・ゼバスティアン・バッハが作曲した宗教音楽。

## 概説
プロテスタントルター派の信者であったバッハが、カトリックで用いられるラテン語のテクストに作曲したのは、一見イレギュラーに映るが、当時はルター派に於いてもラテン語の典礼文や、晩課、あるいはミサ曲全体から「キリエ」と「グローリア」のみを用いた「小ミサ」などが用いられていたのであり、現在のルター派の礼拝でもこの形が残っている。
バッハの《マニフィカト》は、1723年に変ホ長調で作曲され（BWV.243a）、これには通常のラテン語の「マニフィカト」のテクストの間にクリスマス用の4曲の挿入曲があった。
1728年から1731年にかけてバッハはこの作品を改定し、挿入曲を除き、調性をニ長調にして現在の形に書きなおした。通常の演奏にはこれが使用される。
華やかにトランペットやティンパニが活躍する作品である。

## 演奏時間
変ホ長調のクリスマス版：約30分、
ニ長調の通常版：約25分

## 管弦楽編成
フラウト・トラヴェルソ2、オーボエ2（オーボエ・ダモーレ持ち替え）、トランペット3、独唱（ソプラノ2、アルト、テノール、バス）、ティンパニ1対、五部合唱（ソプラノ2、アルト、テノール、バス）、ヴァイオリンI、II、ヴィオラ、通奏低音（チェロ、コントラバス、ファゴット、オルガン）

## 構成
第1曲：Coro”Magnificat anima mea”（合唱）
第2曲：Aria”Et exsultavit”（ソプラノII）
第3曲：Aria”Quia respexit”（ソプラノI）
第4曲に切れ目なく続く。
第4曲：Coro”Omnes generationes”（合唱）
第5曲：Aria”Quia fecit”（バス）
第6曲：Duetto”Et misericordia”（アルト＆テノール）
第7曲：Coro”Fecit potentiam”（合唱）
第8曲：Aria”Deposuit”（テノール）
第9曲：Aria”Esurientes”（アルト）
第10曲：Trio”Suscepit Israel”（ソプラノI＆IIアルト）
第11曲：Coro”Sicut locutus est”（合唱）
第12曲：Coro”Gloria patri”（＝頌栄、合唱）